# 日野資実
日野 資実（ひの すけざね、旧字体：日野 資󠄁實）は、平安時代後期から鎌倉時代初期にかけての公卿・歌人。藤原北家真夏流日野家、権中納言・藤原兼光の長男。官位は正二位・権中納言。日野家14代当主。

## 経歴
早くから大学に入り、承安2年（1172年）に学問料を賜り、承安4年（1174年）に秀才に補されている。
承安5年（1175年）越後大掾に初任。左衛門少尉や六位蔵人を歴任し、治承3年（1179年）に従五位下に叙爵。寿永元年（1182年）に皇后宮少進に任ぜられ、昇殿を許される。その後皇后宮大進に転じ、元暦元年（1184年）従五位上、文治4年（1188年）正五位下と進み、五位蔵人、宮内大輔、左衛門権佐、防鴨川使、右少弁を歴任した後、職を一度辞す。
建久2年（1191年）宣陽門院判官代として復帰。同年山本荘（場所などは不明）を賜る。建久5年（1194年）には左中弁となり、建久6年12月（1196年1月）従四位下・右中弁に叙任され、右宮城使、近江権介などを兼ねる。建久9年（1198年）には正四位下・右大弁に叙任され、造東寺長官、遠江権守、蔵人頭などを歴任。
建仁元年（1201年）参議に任ぜられ公卿に列す。左大弁に転じ、建仁2年（1202年）には従三位・勘解由長官に叙任された。同年12月8日の行幸では上卿を務める。
建仁3年（1203年）正三位・丹波権守に叙任され、元久元年（1204年）権中納言に進む。元久3年（1206年）には従二位に叙され、承元3年（1206年）に春宮権大夫を兼任。翌年正二位に叙された。建暦元年（1211年）大宰権帥に遷る。承久2年（1220年）に出家した。
貞応2年（1223年）2月20日に薨去。享年62。
歌人としても活躍し、建久6年（1195年）の「民部卿家歌合」、正治2年（1200年）の「石清水若宮歌合」などに詠出。『新古今和歌集』以下の勅撰和歌集に9首が入集している。また、秀才に補されるなど学問にも明るく、土御門・順徳両天皇の侍読や、文章博士・東宮学士なども務めた。

## 官歴
※以下、『公卿補任』の記載に従う。
- 承安2年（1172年）3月14日：学問料を賜う。
- 承安4年（1174年）正月：秀才に補す。
- 承安5年（1175年）正月23日：越後大掾に任ず。
- 安元2年（1176年）10月8日：献策（光経朝臣問）。
- 治承元年（1177年）11月15日：左衛門少尉に任ず。
- 治承2年（1178年）正月：高倉天皇の六位蔵人に補す。11月24日：蒙使宣旨。
- 治承3年（1179年）7月16日：従五位下に叙爵。
- 寿永元年（1182年）8月14日：皇后宮少進に任ず。10月：昇殿を聴す。
- 寿永2年（1183年）正月22日：皇后宮大進に転ず。
- 寿永3年/元暦元年（1184年）3月23日：昇殿を聴される。7月2日：従五位上に叙す（宮入内賞）。
- 文治3年（1187年）6月28日：大進を停む（依院號也）。
- 文治4年（1188年）正月7日：正五位下に叙す（殷富門院御給）。10月14日：後鳥羽天皇の五位蔵人に補す。12月30日（1189年1月18日）：宮内大輔に任ず。
- 文治6年（1190年）正月24日：左衛門権佐に任ず。8月13日：防鴨川使を兼ぬ。10月27日：右少弁を兼ぬ。12月28日（1191年1月25日）蔵人・弁・佐を辞す。
- 建久2年（1191年）5月26日：宣陽門院判官代。
- 建久3年（1192年）4月29日：防鴨川使を止む。
- 建久5年（1194年）9月17日：左少弁に転ず。
- 建久6年12月9日（1196年1月10日）：右中弁に転じ、従四位下に叙す。
- 建久7年（1196年）2月1日：修理右宮城使を兼ぬ。4月：服解。6月26日：復任。
- 建久9年（1198年）正月11日：新帝昇殿、院別当に補す。2月26日：従四位上に叙す（御即位宣陽門院御給）。11月9日：近江権介を兼ぬ。11月21日：正四位下に叙す（大嘗会国司賞）。12月9日（1199年1月7日）：右大弁に転ず。
- 建久10年（1199年）正月21日：造東寺長官。3月23日：遠江権守。12月9日：蔵人頭に補す。
- 正治2年（1200年）4月15日：東宮学士。
- 建仁元年（1201年）8月19日：参議に任じ、左大弁に転ず。遠江権守如元。
- 建仁2年（1202年）10月29日：従三位に叙す。（24日?）：勘解由長官を兼ぬ。
- 建仁3年（1203年）正月13日：丹波権守。12月20日（1204年1月23日）：正三位に叙す（東大寺供養長官并行事賞）。
- 元久元年（1204年）3月6日：権中納言に任ず。
- 元久3年（1206年）4月3日：従二位に叙す。
- 承元3年（1209年）4月14日：春宮権大夫を兼ぬ。
- 承元4年（1210年）11月25日：権大夫を止む。12月26日（1211年1月12日）：正二位に叙す（坊官賞、□以上十五）。
- 建暦元年（1211年）10月12日：辞退。大宰権帥に遷る。
- 建保5年（1217年）正月：得替。
- 建保6年（1218年）本座。
- 承久2年（1220年）6月3日：出家。

## 系譜
- 父：藤原兼光
- 母：源家時の娘
- 妻：八条院女房播磨局
  - 男子：日野家宣（1185-1222）
  - 男子：日野家長（?-?）
- 妻：平棟子（平棟範の娘、?-1221）
  - 男子：日野家光（1199-1237）
  - 男子：光恵（?-1232）
  - 男子：日野光国（1206-1270）
- 妻：宣陽門院大進
  - 男子：威信（?-?）
- 生母不明の子女
  - 男子：光厳
  - 男子：兼性
  - 男子：忠承
- 猶子
  - 男子：光遍（?-?）